# Podmornice klase Una
Klasa Una bila je klasa jugoslavenskih diverzantskih podmornica. U razdoblju od 1981. do 1989. je izrađeno šest podmornica: P-911 Tisa, P-912 Una, P-913 Zeta, P-914 Soča, P-915 Vardar i P-916 Kupa. Dizajnirane su za tajno polaganje manjih minskih polja ili dostavu diverzanata unutar neprijateljskog područja.

Raspadom SFRJ, sve podmornice su odvezene u Crnu Goru osim P-914 Soče koja se u trenutku sukoba nalazila na remontu. Kasnije je preuređena, produžen joj je trup te je pod oznakom P-01 Velebit do 2001. plovila u sastavu HRM. Na početku 2009. crnogorske vlasti su objavile da namjeravaju po jednu podmornicu dati Hrvatskoj i Srbiji (za Sloveniju je već ranije odlučeno da će joj pripasti jedna podmornica) dok bi preostale dvije trebale ostati u Crnoj Gori. Sve podmornice bi trebale biti izložene kao muzejski eksponati.